# 台北W飯店
台北W飯店（英語：W Taipei）是跨國酒店品牌W飯店在台北及台灣的第一個據點，位於市府轉運站大樓的8至31樓，於2011年2月14日開幕。由太子建設與萬豪國際集團、W飯店品牌授權經營管理合作，登記名稱為「時代國際飯店股份有限公司」，標榜以「自然大放電」（Natural Electrified）為主要設計理念。
飯店內的紫艷YEN中餐廳為全球W飯店第一家中餐廳。2023年將10樓the kitchen table西餐廳整修，引進法式餐廳Seasons by olivier e.，由米其林星級的法籍主廚Olivier Elzer領軍，以經典法式料理為基礎，融合在地食材創造驚喜料理。

## 外部鏈結
- W Taipei官方網站 （页面存档备份，存于）
- 台灣公司資料 （页面存档备份，存于）
- W Taipei的Facebook專頁
- W Taipei的Instagram帳戶
- YouTube上的W Taipei頻道